# Dicamptus braunsii
Dicamptus braunsii är en stekelart som först beskrevs av Joseph Kriechbaumer 1894.  Dicamptus braunsii ingår i släktet Dicamptus och familjen brokparasitsteklar. Inga underarter finns listade i Catalogue of Life.